# Eustachius von Harras
Eustachius I. von Harras (* um 1500; † Herbst 1561) war der letzte des Adelsgeschlechts derer von Harras zu Lichtenwalde.
Eustachius von Harras übernahm 1534 die Geschäfte seines Vaters Georg II. von Harras auf Schloss Lichtenwalde (Sachsen), als dieser sich nach Oßmannstedt (Thüringen) zurückzog. Eustachius war mit Barbara von Schönberg verheiratet. Als Eustachius im Herbst 1561 ohne männliche Nachkommen starb, war zugleich die Linie derer von Harras in Lichtenwalde erloschen.

## Leben
Von Harras wurde um das Jahr 1500 als Sohn des Georg von Harras auf Lichtenwalde und der Margarethe von Minckwitz geboren. Um 1530 überließ sein Vater ihm und der Schwiegertochter die Geschäfte in Lichtenwalde allein und zog sich auf den Familiensitz Oßmannstedt bei Weimar zurück, welchen der Lichtenwalder Zweig derer von Harras kurz zuvor von den Vettern ererbt hatte. Eustachius übernahm nach dem Tod seines Vaters 1539 auch Oßmannstedt, das sein Vater drei Jahre zuvor an Heinrich von Pflugk verpachten musste, da er sich weigerte den evangelischen Glauben anzunehmen und deshalb vom Kurfürsten Johann Friedrich des Landes verwiesen wurde. Eustachius hingegen fügte sich nach dem Tod des katholischen Herzogs Georg (1539) den Reformationsplänen seines Nachfolgers Herzog Heinrich, nicht ohne daraus auch persönlichen Nutzen zu ziehen, indem er sich am Kirchenvermögen selbst bereicherte.
1531 vermählte er sich mit Barbara von Schönberg zu Purschenstein, welcher als Leibgedinge die Hälfte des Lichtenwalder Besitzes verschrieben wurde. Während seiner Herrschaft über Lichtenwalde versuchte er durch den Aufkauf von Bauerngütern die Eigenwirtschaft zu vergrößern und baute um 1550 die alte Burg zum Wohnschloss um. 1546 hatte Eustachius als weimarischer Landkreisvasall mit vier gerüsteten Pferden dem Kurfürsten zur Heerfolge bereitzustehen. In Oßmannstedt kam es zu ständigen Auseinandersetzungen mit den Untertanen, worauf Herzog Johann Friedrich der Mittlere 1550 Eustachius rügen musste, dass er seine Untertanen zu Baufrondiensten nur bitten, keinesfalls aber zwingen könne. Die Streitigkeiten der Untertanen zu Oßmannstedt und Ulrichshalben mit ihrem Erbherrn gingen jedoch weiter. Auch die Stadt Chemnitz beklagte oft, dass Eustachius ihre Privilegien in den Lichtenwalder Dörfern verletzte. Im Gegensatz dazu zeigte sich die Stadt Mittweida ihm gegenüber nach dem verheerenden Stadtbrand von 1550 besonders dankbar, denn er ließ ihr umgehend Baumaterial liefern und verzichtete über viele Jahre gegen Zusicherung weiteren Absatzes auf sofortige Bezahlung.
Bei der Kirchenvisitation von 1555 stellte man fest, dass Eustachius undurchsichtige und falsche Rechnungen über die Verwendung des Kircheneigentums abgelegt hatte, woraus sich schließlich eine Rückforderung von über 7000 Gulden ergab. Die hohe Verschuldung konnte auch durch das Finden und der Förderung von Steinkohle in der Herrschaft Lichtenwalde nicht ausgeglichen werden. Eustachius starb im Herbst 1561 ohne männliche Lehenserben und wurde in der Dresdner Frauenkirche beigesetzt. Die Ansprüche seiner Witwe Barbara und der Schwester Brigitta von Honsberg wurden durch Kurfürst August I. in einem besonderen Vertrag ausgeglichen. Die Güter Oßmannstedt und Ulrichshalben fielen an die mitbelehnten Vettern des Eustachius zu Magdala. Barbara von Harras starb 1574 und wurde ebenfalls in der Frauenkirche zu Dresden bestattet.